# 古谷野孝雄
古谷野 孝雄（こやの たかお）は、日本の漫画家。写実的な作風が特徴。石山東吉の元アシスタント。

## 人物
『GO ANd GO』連載当初、野球の知識はほとんどなかったが、本人の熱心な取材と野球に対する熱意によって11年間連載する野球漫画家へと成長していった。また同書の帯でのコメントではプロ野球はロッテファン兼巨人ファンであるものの、毎年巨人が補強をする方針には懐疑の念を抱いており、弱小と呼ばれ低迷し続けていたロッテが2005年に優勝した際には喜びをあらわにしていた。

## 作品リスト

### 連載
- GO ANd GO（『月刊少年チャンピオン』、全30巻）
- ANGEL VOICE（『週刊少年チャンピオン』、全40巻）
- ビンゾー（『別冊少年チャンピオン』、全4巻）
- READY BRAVO（『マンガクロス』[1]2021年10月25日[2] - 、既刊2巻）

### その他
- 『浦安鉄筋家族』シリーズ30周年記念お祝いイラスト（『週刊少年チャンピオン』2023年10号[3]）

## 師匠
- 石山東吉[4]